# ザック・フィノグリオ
ザック・フィノグリオ（Zach Fenoglio、1989年7月29日 - ）は、アメリカ合衆国の元ラグビー選手。

## プロフィール
- アメリカ合衆国・コロラド州デンバー出身。
- ポジションはフッカー(HO)。
- 身長 188cm、体重 116kg
- アメリカ代表キャップは17（2020年7月現在）でラグビーワールドカップ2015のアメリカ代表に選ばれた[1]。

## 略歴
デンバー・スタンピードを経て、2018年、コロラド・ラプターズに加入。  
2019年、現役を引退した。  